# کراسنه (ناحیه ژدار ناد سازاوو)
کراسنه (به چکی: Krásné) یک منطقهٔ مسکونی در جمهوری چک است که در ناحیه ژدار ناد سازاووو واقع شده‌است. کراسنه ۸٫۵۲ کیلومتر مربع مساحت و ۱۰۷ نفر جمعیت دارد و ۵۶۲ متر بالاتر از سطح دریا واقع شده‌است.